# Hvidbjerg Strand Feriepark
Hvidbjerg Strand Feriepark ved Blåvand i Vestjylland er Danmarks største campingplads. Pladsen åbnedes i 1976 af familien Slaikjær og drives stadig af den samme familie igennem selskabet OXB ApS.
Hvidbjerg Strand Feriepark har tidligere været kåret som Danmarks bedste plads. Yderligere har den tyske motorejerforening ADAC samt dens hollandske pendant, ANWB, flere gange anbefalet pladsen som en af de bedste. Pladsen af medlem af forbundet Leading Campings.
På campingpladsen er der et stort badeland med tilhørende wellness-område. I 2012 indviedes 15 fiskehytter, hvor man fra sin terrasse kan fiske i den sø, hytten er bygget ind over.